# Joel Rifkin
Joel David Rifkin (Nueva York, 20 de enero de 1959) es un asesino en serie estadounidense que fue condenado a 203 años de prisión por el asesinato de nueve mujeres entre 1989 y 1993. Se estima que asesinó a 17 mujeres entre 1989 y 1993 en la ciudad de Nueva York y en Long Island. Aunque frecuentaba a menudo trabajadoras sexuales en Brooklyn y Manhattan, vivía en East Meadow de Long Island.

## Primeros años
Rifkin nació en Nueva York en enero de 1959. Cuando tenía tres semanas de edad fue adoptado por una pareja de clase media-alta de Long Island. Tuvo un bajo rendimiento escolar debido a sus problemas de aprendizaje y era impopular entre sus compañeros de clase debido a sus pobres habilidades sociales. Se graduó de la Escuela Secundaria de East Meadow en 1977 y luego estudió en el Nassau Community College y en la Universidad Estatal de Nueva York en Farmingdale, la cual abandonó antes de obtener el título. Después de dejar la universidad, Rifkin empezó a trabajar como jardinero.
El 20 de febrero de 1987, su padre adoptivo se suicidó con una sobredosis tras sufrir cáncer de próstata durante varios meses. Ese mismo año Rifkin fue arrestado durante una operación policial en Hempstead, después de ofrecer dinero a cambio de sexo a una policía encubierta.

## Asesinatos
Rifkin cometió su primer asesinato en 1989, cuando mató a Heidi Balch en su casa de East Meadow. Desmembró su cuerpo, le quitó los dientes y las puntas de los dedos, puso su cabeza en una lata de pintura que dejó cerca de un campo de golf en Hopewell, Nueva Jersey, se deshizo de sus piernas y arrojó el resto de su torso y brazos en el Río este alrededor de la ciudad de Nueva York. El 5 de marzo de 1989 la cabeza cortada de Balch fue descubierta en el séptimo hoyo del campo de golf, y un mes después sus piernas fueron encontradas en el arroyo Pequonnock cerca de Jefferson Township, Nueva Jersey. Un análisis de sangre reveló la presencia de VIH en sus restos, los cuales fueron identificados en 2013. Ese mismo año, los investigadores determinaron que Balch y la mujer que Rifkin describió como su primera víctima eran la misma persona.

## Arresto y juicio
Se estima que entre 1989 y 1993 Rifkin mató a otras 16 mujeres. El 24 de junio de 1993 recogió en su auto a Tiffany Bresciani, una trabajadora sexual de la calle Allen en Manhattan. En ese momento, Tiffany se encontraba con su novio, el músico de punk rock Dave Rubinstein, quien informó a la policía su desaparición describiendo la camioneta Mazda de 1984 conducida por Rifkin. El 28 de junio, dos policías del Estado de Nueva York estaban patrullando la autopista del sur de Long Island cuando vieron el vehículo, produciéndose una persecución que terminó cuando Rifkin se estrelló contra un poste de servicios públicos en Mineola, justo delante del juzgado donde más tarde se le sentenció. Los policías arrestaron a Rifkin y después de detectar un olor fétido proveniente de la parte trasera del camión, encontraron el cuerpo en descomposición de Bresciani bajo una lona.
Durante su juicio, Rifkin fue representado por el abogado John Lawrence y declarado culpable de nueve cargos de asesinato en segundo grado en 1994, siendo condenado a 203 años de prisión. A principios de ese año se informó de que Rifkin se había enfrentado en la cárcel con el asesino Colin Ferguson. La pelea comenzó cuando Ferguson le pidió a Rifkin que se callara mientras el primero usaba un teléfono de la prisión. El Daily News informó que la pelea se intensificó después de que Ferguson le dijera a Rifkin "Yo maté a seis demonios y tú sólo mataste mujeres", a lo que Rifkin respondió "Sí, pero tuve más víctimas". Ferguson entonces golpeó a Rifkin.
Los funcionarios de la prisión decidieron en 1996 que Rifkin era tan notorio que su presencia en la población carcelaria general podía ser perturbadora. Fue confinado a su celda en el Correccional de Attica durante 23 horas al día. Pasó más de cuatro años en aislamiento, y luego fue transferido a una correccional en el Condado de Clinton. Rifkin demandó, argumentando que su encarcelamiento en solitario era inconstitucional. En el año 2000 un tribunal de apelación estatal determinó que los funcionarios de la prisión no habían violado sus derechos constitucionales al aislarlo. Su demanda pedía 50.000 dólares por cada uno de los 1.540 días de aislamiento (un total de 77 millones de dólares). Los funcionarios de la prisión dicen que Rifkin está encarcelado con otros 200 presos en Clinton, a los que no se les permite entrar en la población carcelaria general.

## En la cultura popular
- La película independiente de 2018 Joel se basó en la vida y los crímenes de Rifkin.[8]

- En el episodio de la serie de televisión Seinfeld "The Masseuse", el novio de Elaine se llama Joel Rifkin y se hacen referencias constantes al asesino en serie a lo largo del episodio. En un partido de los Gigantes de Nueva York al que asisten, la reacción de la multitud al nombre de su novio cuando se anuncia por el altavoz hace que acepte la sugerencia de Elaine de cambiarse el nombre.[9]

- El productor de The Howard Stern Show, Gary Dell'Abate, trabajó brevemente con Rifkin en un local de Record World en Nueva York.[10]

- Fue mencionado en una lista de asesinos en serie en el episodio "Tortured" del seriado Law & Order: Special Victims Unit.[11]

- La canción "Nasty by Nature" del grupo The New York Ska Jazz-Ensemble fue escrita acerca de Joel Rifkin. Fred Reiter, fundador de la banda, creció al lado de Rifkin.[12]